# Elektrische fiets
Een elektrische fiets of stekkerfiets is een vervoermiddel dat door een elektromotor aangedreven wordt, al dan niet in combinatie met spierkracht. De elektrische fiets met zelfstandige aandrijving heet ook wel e-bike (Engels, spreek uit als: ie-baaik) en dat komt van electric bike. De elektrische fiets die werkt in combinatie met spierkracht, en dus alleen ondersteuning geeft, heet officieel in Nederland fiets met trapondersteuning. Zo'n fiets wordt ook wel pedelec genoemd (samentrekking van de Engelse woorden pedal en electric). De in de Europese landen toegepaste motor mag volgens de Europese richtlijn EN 15194 een vermogen van niet meer dan 250 watt hebben.
Hoewel ten onrechte, worden in Nederland in de volksmond alle fietsen met elektrische trapondersteuning e-bike genoemd.

## Geschiedenis

### Negentiende eeuw
De eerste ideeën voor elektrische fietsen zijn in de jaren negentig van de 19e eeuw gedocumenteerd in diverse Amerikaanse patenten. Zo kreeg Ogden Bolton jr. op 31 december 1895 een patent (US Patent 552271) voor een met batterij aangedreven fiets, met een “6-pole brush-and-commutator direct current (DC) hub motor mounted in the rear wheel.” Deze fiets had geen versnellingen en de motor werkte tot 100 ampère uit een 10 volts-accu.
Twee jaar later, in 1897, ontwikkelde Hosea W. Libbey uit Boston een elektrische fiets (US Patent 596272) die werd aangedreven door een dubbele elektrische motor. Deze motor bevond zich binnen in de trapas. Eind jaren negentig van de 20e eeuw is dit model herontwikkeld en min of meer geïmiteerd door Giant bij de Lafree elektrische fietsen.
In 1898 werd een met het achterwiel aangedreven elektrische fiets gepatenteerd door Mathew J. Steffens. Steffens maakte gebruik van een systeem om het achterwiel rechtstreeks via de achterband aan te drijven. Het in 1899 door John Schnepf gepatenteerde systeem (US Patent 627066) gebruikt een vergelijkbare techniek.

### Twintigste eeuw

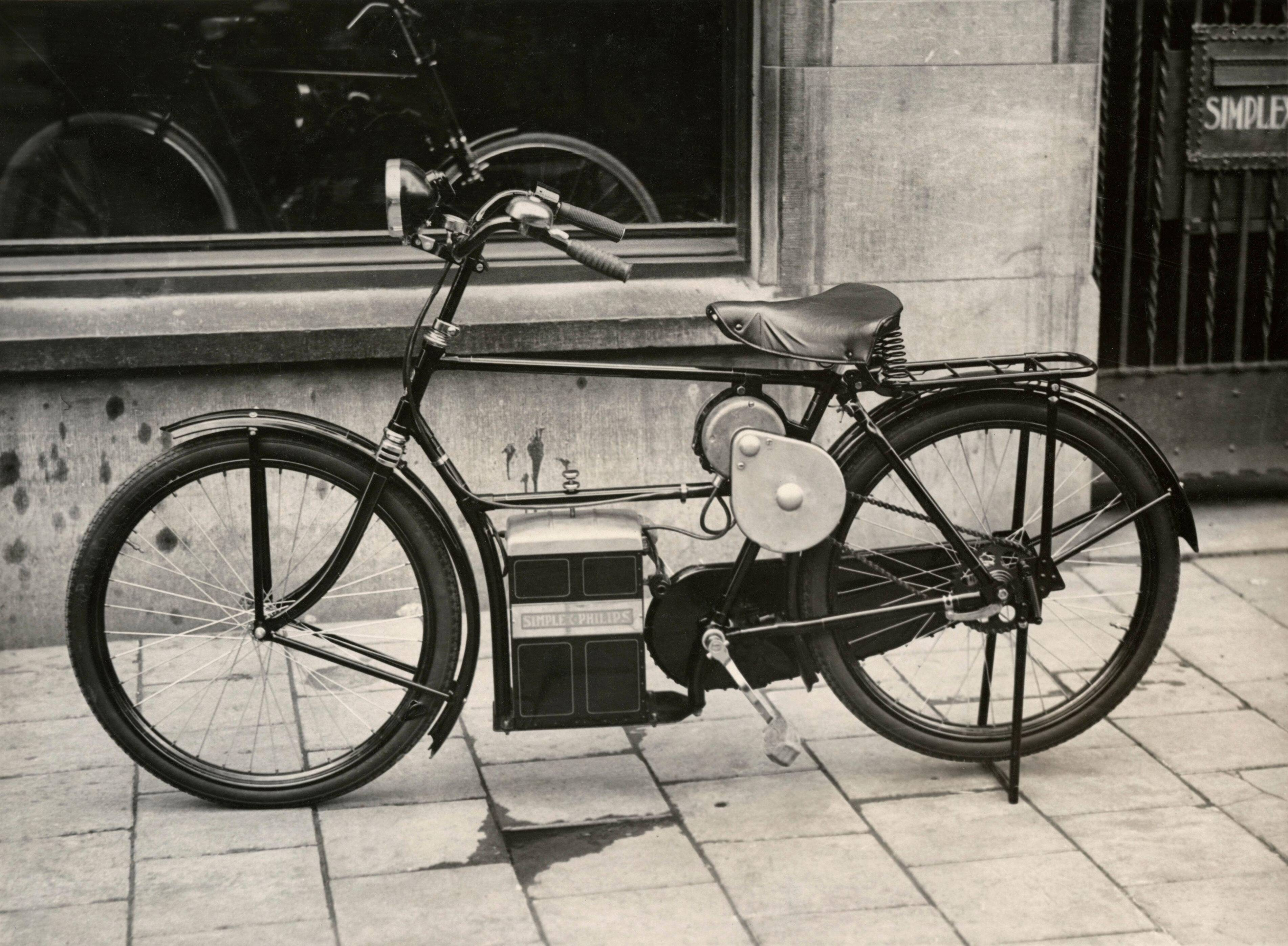
Elektrisch fiets uit 1932, ontwikkeld door Philips en Simplex

In de jaren 1930 werd bij het Philips Natuurkundig Laboratorium een elektrische fiets ontwikkeld. Deze werd onder andere geproduceerd door R.S. Stokvis, Jüncker, Simplex (Nederland) en Burgers-ENR.  Op de RAI-tentoonstelling in januari 1933 was de elektrische fiets niet te ontdekken. Door deskundigen werd hij als mislukking beschouwd. Door de benzineschaarste leefde de belangstelling tijdens de Tweede Wereldoorlog weer even op. In Amsterdam kwam bijvoorbeeld een elektrische fietstaxi in gebruik.
Schnepfs uitvinding is in 1969 verder ontwikkeld door G.A. Wood jr. en opnieuw gepatenteerd (US Patent 3431994). Woods product gebruikte vier kleine motoren, ieder met minder dan dan een halve pk, met elkaar gecombineerd door een serie tandwielen.
Krachtsensoren en motoraansturingssystemen werden in de late jaren negentig van de 20e eeuw ontwikkeld. Een voorbeeld is het Japanse patent van Takad Yutky uit 1997 voor zo'n product. In 1992 verkocht Vector Services Limited een elektrische fiets met de (vertaalde) naam Zike. Deze fiets maakte gebruik van een nikkel-cadmium-accu (NiCd) in het frame en een 850 gram zware permanentemagneetmotor. Naast de Zike waren er in 1992 nauwelijks elektrische fietsen commercieel verkrijgbaar. In 1998 was dit aantal gegroeid tot op z'n minst 49 verschillende fietsen. De productie groeide van 1993 tot 2004 met zo'n 35% terwijl de productie van gewone fietsen in die periode juist daalde.

### Eenentwintigste eeuw
Door verbetering van de accutechnologie werden de elektrische fietsen beter; ze werden lichter maar konden toch langere afstanden op een volle accu behalen. Goedkope fietsen bleven gebruikmaken van een loodaccu of een NiCd-accu, waardoor die zwaarder waren en achterbleven in actieradius, terwijl de nieuwere en duurdere fietsen een nikkel-metaalhydrideaccu (NiMH) of een lithium-ion-accu (Li-ion) gebruikten. In 2004 werden elektrische fietsen onder andere geproduceerd door Kalkhoff, Currie Technologies, EV Global, Optibike, Giante Lite, Mérida, ZAP en Sparta.
Sparta was de eerste tweewielerfabrikant die de elektrische fiets groot aanpakte. Als eerste werd in 1998 de Sparta Pharos geïntroduceerd. Deze fiets maakte gebruik van een elektrisch systeem dat door Yamaha ontwikkeld is. In 2003 introduceerde Sparta de Sparta Ion, ontwikkeld in samenwerking met IDbike.  Inmiddels maken ook de andere merken uit de Accell Group waar Sparta toe behoort gebruik van deze Ion-technologie.
In 2001 kwamen de termen e-bike, pedelec en elektrisch ondersteunde fiets in gebruik om deze fietsen te beschrijven. Volgens Google is "e-bike" als zoekterm sterk in populariteit gegroeid. De e-bike refereert eigenlijk aan de elektrische fiets die met een gashendel bediend wordt, maar wordt ook veel gebruikt om pedelecs aan te duiden.
China is de grootste producent van elektrische fietsen. Gebaseerd op cijfers van de China Bicycle Association, een door de Chinese overheid ingestelde industriële groep, verkochten Chinese fabrikanten in 2004 wereldwijd 7,5 miljoen elektrische fietsen. Dit was een verdubbeling van de verkoopcijfers van 2003. In 2005 steeg de verkoop tot zo'n 10 miljoen stuks en zo'n 16 tot 18 miljoen stuks in 2006.
In 2007 besloeg het geschatte aantal elektrische fietsen zo'n 10 tot 20% van alle tweewielers in vele grote steden wereldwijd. Ook hiervan is een groot deel geïmporteerd uit China (3 miljoen stuks met een waarde van 40 miljard yuan ($5,8 miljard) in alleen 2006).

## De e-bike

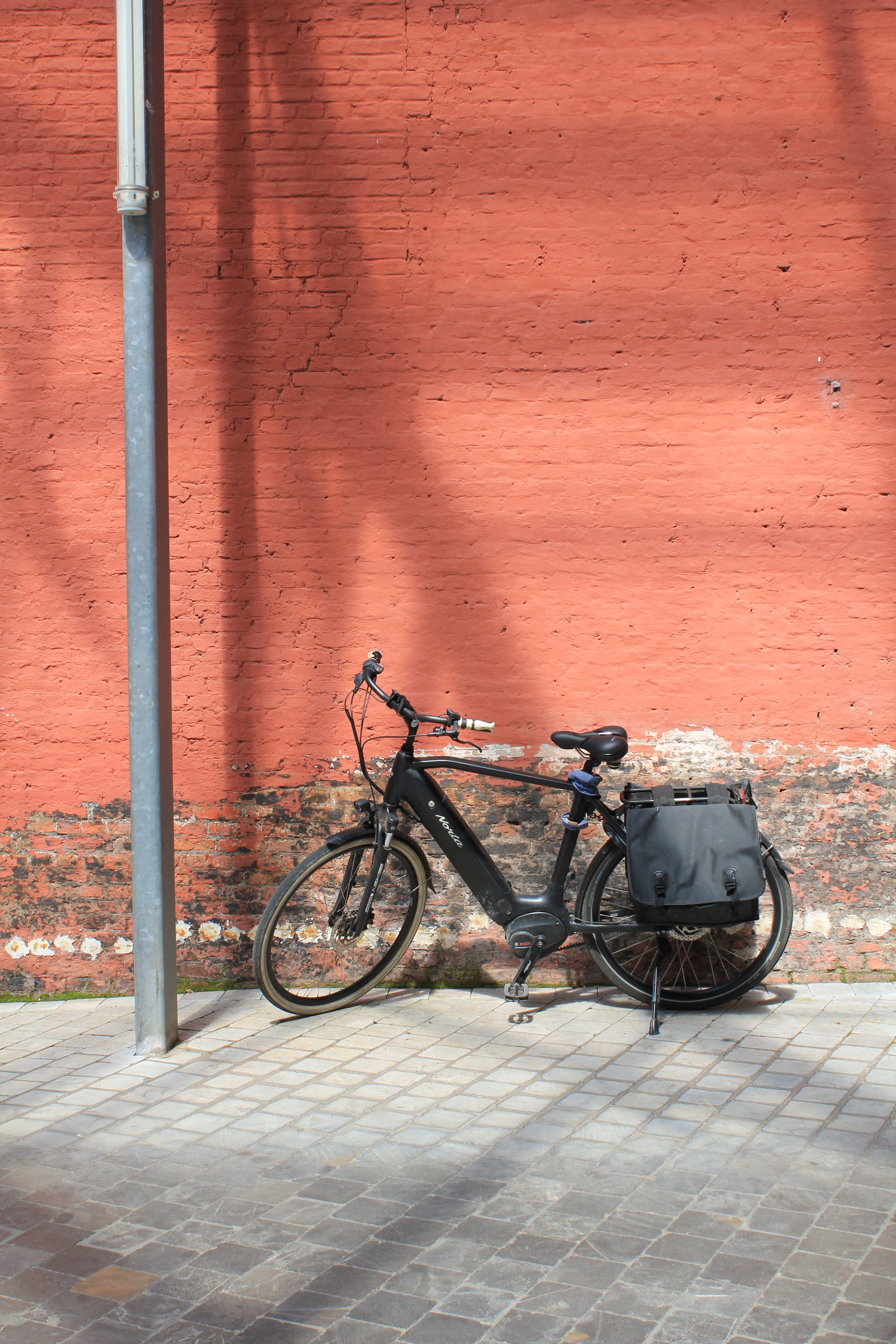
Elektrische fiets

De e-bike is kort gezegd een fiets met een elektrische aandrijving. Met een sensor in de trapas wordt een elektromotor aangestuurd. Naarmate er meer kracht op de trappers wordt uitgeoefend is er meer ondersteuning. De berijder kan zelf fietsen zonder de motor te gebruiken, maar ook alleen op de motor rijden. Dit gebeurt door middel van een snelheidsregelaar op het stuur. Er bestaan varianten van de e-bike die ook de functionaliteit van een pedelec hebben; via de menuselectie op een display kan de gebruiker enkele ondersteuningsniveaus selecteren. De snelheid is beperkt tot 25 km/h. Omdat het hier een fiets met hulpmotor betreft, gelden hiervoor in Nederland de regels van een snorfiets, waarvoor dus ook verzekeringsplicht bestaat. Voorbeeld van dit soort fietsen is de Ion-SpartaMet uit 2015, gebaseerd op de vroegere benzineuitvoering van de Spartamet van het fietsenmerk Sparta.

## De pedelec of fiets met trapondersteuning

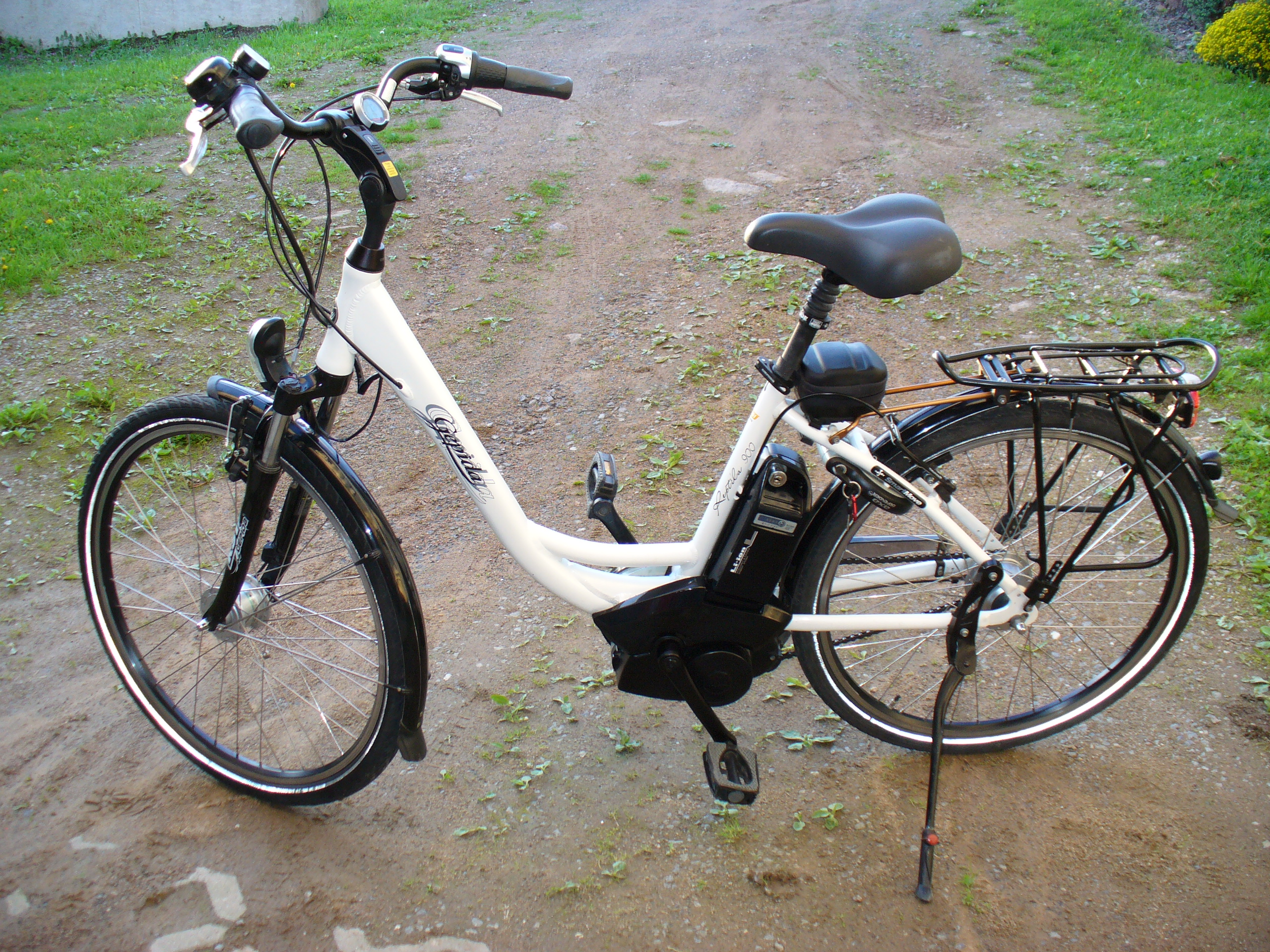
Pedelec met middenmotor en accu achter de zitbuis

De pedelec maakt uitsluitend gebruik van een elektrische hulpmotor. De gebruiker kan deze motor activeren door de fiets met spierkracht voort te bewegen. Deze beweging wordt geregistreerd door een sensor die aan de besturing doorgeeft hoeveel ondersteuning gegeven moet worden. Er bestaan twee type sensoren die dit kunnen regelen: de rotatiesensor en de trapkrachtsensor. Vaak is er een combinatie van de twee sensoren op de fiets, dit om meer veiligheid in te bouwen bij het gebruik van de trapkrachtsensor in combinatie met de rotatiesensor. De ondersteuning gaat pas werken als de trapkrachtsensor signaleert dat er gefietst wordt. Fietsen met dit systeem worden in Nederland het meest verkocht, maar worden ten onrechte e-bike genoemd. Dit is echter in Nederland de gangbare benaming voor elektrische fietsen geworden, terwijl de oorspronkelijke e-bikes, met 'gas'hendel, vanwege de Europese regelgeving niet meer zijn toegestaan voor nieuwverkoop. 

### Rotatiesensor
Een rotatiesensor werkt op dezelfde wijze als een fietscomputer: een magneetje komt langs de sensor en als de magneet vaker langs de sensor komt wordt er sneller gefietst. Deze sensor zit meestal direct aan de crank of trapas bevestigd. Wanneer de trapfrequentie toeneemt geeft de motor meer ondersteuning. Het nadeel bij deze sensor is dat de ondersteuning pas aanslaat op het moment dat rotatie is gedetecteerd, dus als er minimaal één magneetje langs de sensor is gekomen. Omgekeerd schakelt de ondersteuning pas uit als er geen rotatie meer wordt gedetecteerd; dit kan soms meer dan een seconde duren, waardoor een gevaarlijke situatie kan ontstaan. De grootte van de ondersteuning moet door de gebruiker worden gekozen, de sensor schakelt hem alleen aan of uit. Bij een koppelsensor wordt het ondersteuningsniveau afhankelijk gemaakt van het koppel van de fietser. Voordeel van de rotatiesensor is dat hij goedkoper is en eenvoudig en robuust functioneert.

### Trapkrachtsensor
Een trapkrachtsensor maakt gebruik van het principe dat het frame licht vervormt als gevolg van de kracht die op de pedalen wordt gezet. Deze kracht wordt namelijk via de ketting op het achterwiel overgebracht. Door de pedaalkracht wordt de achteras een fractie naar voren getrokken en vervormt het frame licht. Door een extra sleuf in het achterpad te maken en daar een trapkrachtsensor in te plaatsen, kan de vervorming in het frame als verplaatsing gemeten worden. De trapkrachtsensor bestaat uit een verplaatsingssensor. De sensor is gemonteerd op de uitval en meet de doorbuiging van de drop-out welke wordt veroorzaakt door de kettingkracht, die de berijder door middel van druk op de pedalen geeft.
De sensor is verbonden met de besturingseenheid door een 3-polige aansluitkabel. De printplaat huisvest een hallsensorelement dat gevoelig is voor de positie van de magneet. De printplaat is beschermd tegen vocht, zout en stof door een speciale coating. Aan de hand van de meetwaarden kan de hoeveelheid te leveren ondersteuning bepaald worden. Het voordeel is dan ook dat er bij veel kracht (en dus een lage trapfrequentie) veel ondersteuning geboden wordt. Het voordeel is verder dat vooral bij wegrijden uit stilstand gelijk ondersteuning kan worden gegeven en dat de ondersteuning onmiddellijk wegvalt op het moment dat de berijder geen koppel meer levert.

## Motor, accu en display
Er zijn vele verschillende leveranciers van complete elektrische systemen. Vooral de goedkopere merken plaatsen dat één op één op hun fiets. Soms maken ze ook gebruik van complete OEM-frames. Deze zijn door deze leveranciers ontwikkeld als compleet platform voor hun elektrische systeem. Een compleet elektrisch systeem omvat vier onderdelen: de motor, de accu en de display en ook de bekabeling.

### Motor
Elektrische fietsen maken gebruik van een borstelloze motor. Hierdoor kan de gebruiker de fiets ook zonder ondersteuning gebruiken zonder dat dit veel zwaarder fietst. Een borstelloze motor draait vrij rond als er geen ondersteuning ingeschakeld is. Wel is er het extra gewicht van de motor.
De motor kan op drie plaatsen worden gemonteerd: in het voorwiel, in het achterwiel of in het frame. Motoraandrijving in het frame met een zogenaamde middenmotor komt men steeds meer tegen; de meeste elektrische fietsen in Nederland en België hebben echter een voorwielmotor of achterwielmotor. De achterwielmotor verdwijnt steeds meer uit het straatbeeld. Het maakt voor het gewicht van de fiets weinig uit of de motor in het voor- of achterwiel is geplaatst. Plaatsing van een middenmotor maakt daarentegen uit voor een betere gewichtsverdeling en een lager zwaartepunt.

#### Voor- en nadelen type motor
Als voordeel voor de achterwielmotor wordt vaak genoemd dat het meer het gevoel geeft van een zetje in de rug, dat lijkt op het hebben van wind mee. Het nadeel van een achterwielmotor is dat combinatie met naafversnelling en gesloten kettingkast nog niet mogelijk is. Daardoor hebben fietsen met een dichte kettingkast dus bijna altijd een midden- of voorwielmotor. Uitzondering hierop is de motor van het Canadese bedrijf BionX, die ook bestaat in een uitvoering met een drieversnellingsnaaf van SRAM.
De voorwielmotor trekt de fietser juist vooruit, het hoge gewicht van de motor in het voorwiel zorgt ervoor dat het sturen zwaarder en minder comfortabel aanvoelt. Een ander nadeel is dat bij een hoge trapondersteuning met een te grote kracht de fiets door de bocht getrokken wordt, waardoor de kans op slippen en daardoor vallen toeneemt.
Wanneer een middenmotor is geplaatst, zit deze meestal net achter de trapas, waarbij deze door middel van een tandwiel de ketting aandrijft. Hierdoor gaf de motor een vaak gierend geluid, maar de motor is in de loop der jaren verder ontwikkeld tot een stille aandrijving. Deze aandrijving levert de meest natuurlijke trapondersteuning op, waardoor de gebruiker minder kracht hoeft te leveren. Een mogelijk nadeel kan zijn dat de wielbasis van de fiets vaak wat groter is. Dit komt doordat het hele systeem (motor en accu) tussen de zadelbuis en het achterwiel kan zijn geplaatst. Daarom maakt men bij sommige fietsen het frame iets langer om hier ruimte voor te maken.
Daarnaast zijn er enkele uitzonderingen die op een minder conventionele wijze voor trapondersteuning zorgen, maar deze groep is verwaarloosbaar klein.

#### Motorvermogen
De motor van een pedelec mag in Nederland en andere Europese landen niet meer dan 250 watt aan continu vermogen leveren, waarbij de trapondersteuning wordt geleverd tot een snelheid van 25 km/h. De meeste fietsmerken hanteren dit maximum dan ook om een zo krachtig mogelijke trapondersteuning te kunnen geven. Sommige goedkopere merken hebben een minder krachtige motor. Deze verbruikt minder energie en daardoor kan in combinatie met een goedkopere accu toch nog een behoorlijke actieradius worden behaald. Bij meer vermogen dan 250 watt wordt de fiets een speedpedelec genoemd, waarmee snelheden tot 45 km/h ondersteund worden, en waarvoor in Nederland verzekeringsplicht en sinds 2017 een helmplicht geldt. De fiets is wettelijk gezien een bromfiets. In België geldt een helmplicht, een inschrijvingsplicht (kentekenplaat) en is een rijbewijs nodig.
Het koppel dat een elektromotor levert, wordt uitgedrukt in newtonmeter (Nm). Een fiets met een motor die 10-30 Nm levert, is geschikt voor fietsgebruik op de vlakke weg en in de stad; motoren tot 50 Nm worden voor stads- en toerfietsen gebruikt, waarvan intensiever gebruik wordt verlangd; motoren van meer dan 50 Nm worden toegepast op fietsen die door een specifieke doel meer kracht vereisen, zoals MTB's, fietsen met een automatische versnellingsnaaf, zoals de Enviolo-naaf waarbij vermogensverlies door het systeem optreedt, bakfietsen en speedpedelecs. Het motorvermogen en de kracht wordt door de in de motor aangebrachte elektronische controle-eenheid voor de specifieke toepassing van de fiets verdeeld over het snelheidsbereik. Zo is bijvoorbeeld bij een bakfiets de grootste kracht nodig bij het opgang brengen en bij een speedpedelec wordt juist veel van de motor gevraagd om een hoge snelheid te bereiken, terwijl voor beide fietsen dezelfde motor kan worden gebruikt.

### Accu
In de beginjaren van de elektrische fiets werd er gebruikgemaakt van loodaccu's en NiCd-accu's. Deze zijn om verschillende redenen in onbruik geraakt. Door de lagere aanschafwaarde kunnen deze nog wel voorkomen op goedkopere fietsen. Veel fietsen maken tegenwoordig gebruik van NiMH-accu's of Li-ion-accu's. Een latere ontwikkeling op accugebied voor elektrische fietsen is de LFP-accu. De accu is vrijwel het duurste onderdeel van een elektrische fiets.

#### Capaciteit
De capaciteit van een accu wordt vaak weergegeven in het aantal ampère-uur (Ah). Voor een objectieve vergelijking moet het aantal Ah met de spanning (doorgaans 24 V of 36 V) van het systeem worden vermenigvuldigd. Hierdoor wordt de energie in het aantal wattuur (Wh) berekend. Het aantal Wh geeft de maximale hoeveelheid energie weer die de accu kan leveren. Veel fietsen waren in 2010 uitgerust met een accucapaciteit van tussen de 200 en 460 Wh. Het aantal kilometers dat behaald kan worden de actieradius varieert sterk en is afhankelijk van de accucapaciteit, de laadtoestand van de accu en de mate van trapondersteuning. Ook de weg- en weersomstandigheden, het gewicht van berijder en bagage en de bandenspanning spelen een rol. Daarnaast is de omgevingstemperatuur van invloed op de actieradius. Ook de spanning en de leeftijd van de accu zijn bepalend voor de actieradius. De actieradius met een volledig geladen accu bedraagt ten minste een aantal tientallen kilometers.

#### Levensduur
Wanneer de accu zijn beste tijd heeft gehad neemt de actieradius sterk af. De accu gaat een aantal ladingen mee maar zal uiteindelijk de geest geven. Bij de fietsenmaker kan dan een compleet nieuwe accu worden gekocht, of men laat de accu reviseren bij een gespecialiseerd bedrijf. Bij revisie behoudt men de bestaande behuizing en elektronica van de accu, alleen de verouderde oplaadbare cellen worden vervangen. Een goed gereviseerde accu heeft dezelfde kwaliteit als een nieuwe accu, maar is voordeliger dan het aanschaffen of het laten installeren van een compleet nieuwe accu. De meeste fietsfabrikanten geven bij aankoop van een nieuwe fiets een garantie op een goed werkende accu van 2 of 3 jaar. De aanschaf van een vervangende accu, na de garantieperiode, kan zeer prijzig zijn. De levensduur van een fietsaccu bedraagt gemiddeld 4 à 5 jaar.

#### Plaatsing
Voor het merendeel worden fietsaccu's op drie verschillende plaatsen gemonteerd: in of aan de onderste framebuis, achter de zadelbuis, op of in de bagagedrager. Daarnaast zijn er nog een veelvoud van andere oplossingen, waarbij accu's bijvoorbeeld in een tas aan de bagagedrager of aan het stuur worden geplaatst. Een achter de zadelbuis gemonteerde accu wordt meestal in combinatie met een framemotor gebruikt omdat hierdoor het zwaartepunt laag blijft, wat de stabiliteit ten goede komt. Een nadeel is het al eerder genoemde verlengde frame, dat bij dit aandrijfsysteem noodzakelijk is. Een in of aan de onderste framebuis geplaatste accu komt veel voor bij achterwielmotoren, dit om het gewicht van accu en motor optimaal te verdelen. Een voordeel van deze oplossing is ook dat de elektrische fiets er nog steeds uitziet als een gewone fiets. De accu is uitneembaar via de boven-, onder- of zijkant van de framebuis, waardoor ook hier de accu buiten de fiets kan worden opgeladen. Vanwege de gewichtsverdeling komt de accu op of in de bagagedrager veel voor bij fietsen met een voorwielmotor. Het voordeel van deze plaatsing is dat de accu eenvoudig uitneembaar is, waardoor deze overal op te laden is. Een nadeel is dat door de hoge plaatsing van de accu het zwaartepunt van de fiets hoger komt te liggen, wat de wegligging nadelig beïnvloedt.

### Display

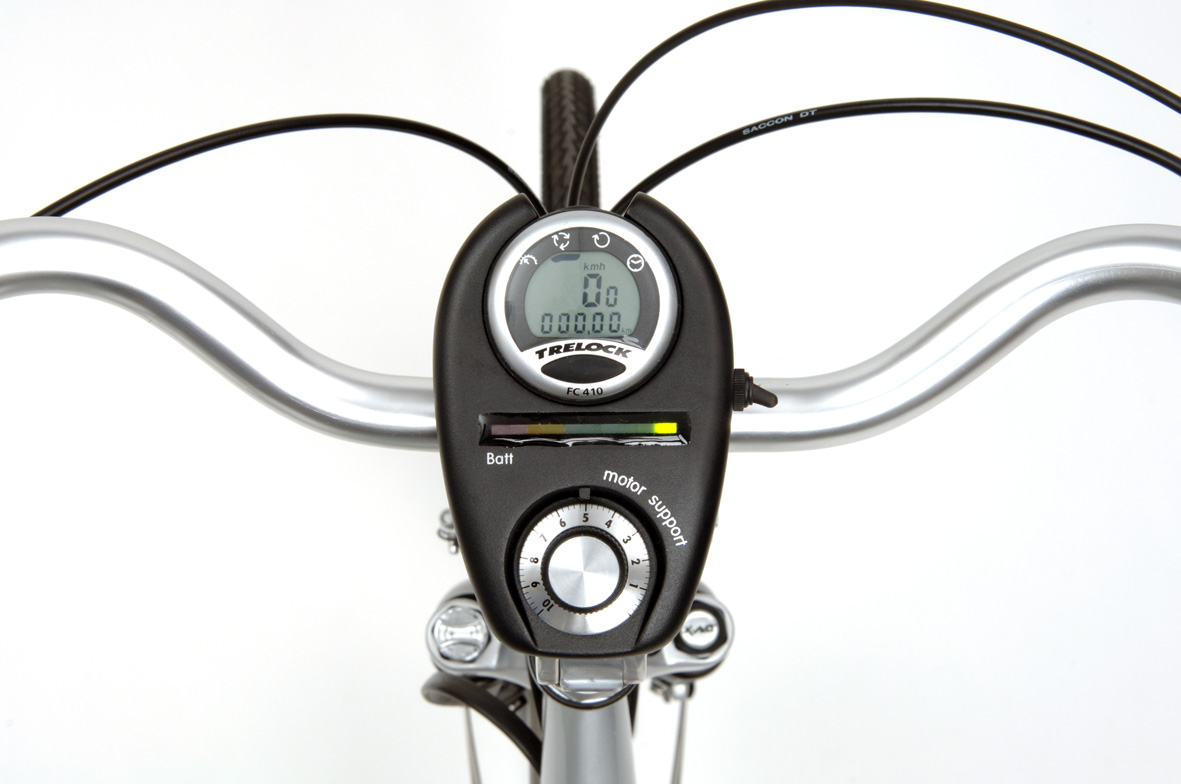
Display op het stuur

Via de display, die vaak op het stuur gemonteerd wordt, kan de gebruiker de hoeveelheid ondersteuning instellen. Dit kan een heel eenvoudige display zijn die met led-lampjes de accustatus en het ondersteuningsniveau aangeven tot een uitgebreide digitale computer, die naast de eerder genoemde functies verschillende ritdata-functies, actieradius en met een grafiekje de hoeveelheid geleverde energie weergeeft. Vaak bevatten deze computers ook een knop om de verlichting in of uit te schakelen. In sommige gevallen is de display afneembaar. Deze functioneert dan als elektronisch slot. Immers, zonder display kan het elektrische systeem niet bediend worden en is diefstal onaantrekkelijk. Vaak heeft de display dan ook een uniek ID-nummer, waardoor alleen een specifiek display het systeem kan activeren.

### Ombouw van gewone fiets
Er bestaan systemen die een gewone fiets tot elektrische fiets om kunnen bouwen. Daarbij is de framemotor niet mogelijk en ook kan de accu niet in een framebuis worden geplaatst. Wanneer een fiets nog in goede staat is, kan het dus interessant zijn om via een aftermarketset die fiets alsnog elektrisch te maken. Dit is vaak goedkoper dan de aanschaf van een nieuwe fiets.

## Milieu- en gezondheidsaspecten
Elektrische fietsen dragen op diverse manieren bij aan een beter milieu en kunnen ook de gezondheid van de gebruiker positief beïnvloeden.

### Milieu
De meeste elektrische fietsen worden bestempeld als emissievrije voertuigen aangezien ze geen verbrandingsproducten opleveren. Hierbij zijn de milieueffecten van elektriciteitsopwekking, transport van elektriciteit en de productie en verwerking van batterijen met een (nu nog) gelimiteerde levensduur niet meegerekend. Toch, met deze punten in gedachte, hebben elektrische fietsen een significant lagere milieu-impact dan bijvoorbeeld de auto, wat ze dan ook in het algemeen een gewenst vervoermiddel maken voor vervoer in een stadse omgeving. De lage milieu-impact kan worden toegelicht door de bijzonder lage elektriciteitskosten voor het opladen van een fietsaccu; deze bedragen bij een kilowattuurprijs van 20 cent minder dan 10 cent. Ook zijn de stroomkosten per km van een elektrische fiets meer dan 50 keer zo laag als de brandstofkosten bij een auto.
Het kleine formaat van de accu van een elektrische fiets, vergeleken met de accu's van een elektrische auto, maakt dit product ook interessant voor het opladen via zonne-energie of andere vormen van duurzame energie.
Vanwege de milieuvoordelen van elektrische fietsen hebben sommige gemeentebesturen besloten om volledig gebruik te maken van de elektrische fiets, zoals Little Rock (Arkansas) met hun Wavecrest-elektrisch ondersteunde fietsen en Cloverdale (Californië) met de Zap-elektrische politiefietsen. Chinese e-bike-fabrikanten, zoals Xinri, werken nu samen met universiteiten om de technologie verder te verbeteren in lijn met internationale milieustandaarden. Dit wordt ook gestimuleerd door de Chinese regering om hiermee de export van Chinese e-bikes te stimuleren.

### Gezondheid
Voor ouderen en mensen met medische klachten die zich op een gewone fiets niet meer gemakkelijk kunnen voortbewegen, biedt een elektrische fiets uitkomst. De fiets ontlast knie- en heupgewrichten doordat er minder kracht nodig is om de pedalen rond te trappen. Daarnaast is er minder kracht en uithoudingsvermogen nodig. Daardoor kunnen deze mensen langer in beweging blijven, wat in het algemeen goed is voor de gezondheid. Elektrische fietsen kunnen ook helpen bij de trainingsprogramma's van hartpatiënten. Gebleken is dat trainingsprogramma's gebaseerd op oefeningen zoals fietsen het aantal doden bij hart- en vaatziekten zoals hartinfarcten met 27 % doen afnemen. Ook blijkt dat deze patiënten zich veiliger voelen als ze met een elektrische fiets rijden in plaats van een gewone fiets omdat er minder hartactiviteit nodig is tijdens het fietsen. Anderzijds werd recent aangetoond dat gebruikers van een elektrische fiets vaak meer fysieke inspanning leveren per week omdat ze langere trips maken dan gewone fietsers.

## Markt
Nederland wordt gezien als hét fietsland van de wereld met meer dan 18 miljoen fietsen, die staan voor zo'n 40% van al het verkeer. Elektrische fietsen hebben een marktaandeel van 10% bereikt in 2009. De verkoopcijfers zijn bijna verviervoudigd van 40 000 naar 153 000 stuks tussen 2006 en 2009. Hiermee is ongeveer 25% van de totale verkoop van fietsen in 2009 een elektrische fiets. Uit onderzoek blijkt dat de gemiddelde afstand die op een gewone fiets wordt afgelegd 6,3 kilometer bedraagt, terwijl deze afstand met een elektrische fiets tot 9,8 kilometer stijgt. Dit onderzoek laat ook zien dat vooral senioren (65+) een elektrische fiets bezitten, maar dat onder forenzen het aantal eigenaren nog erg beperkt is. De elektrische fiets wordt dan ook vooral gebruikt voor recreatieve ritjes en boodschappen doen. In de Achterhoek wordt het gebruik van elektrische fietsen gestimuleerd door de introductie van oplaadpunten in een regiodekkend netwerk. Een gelijksoortig netwerk is ook in Gooi & Vecht gerealiseerd.

## Regelgeving
In de regels worden elektrisch ondersteunde fietsen normaal gesproken geclassificeerd als pedelecs of e-bikes. Er zijn geen wereldwijde standaarden en normen voor deze fietsen. In de Verenigde Staten zijn deze regels zelfs per staat verschillend. De eerste regels voor pedelecs in de Europese Unie (EU) zijn in juni 2003 in het Verenigd Koninkrijk aangenomen. Alleen pedelecs die aan deze regels voldoen worden als gewone fietsen erkend. De eerste voorwaarde voor een pedelec is dat de motor geactiveerd moet worden als gevolg van het trappen door de gebruiker. De motor moet dan ook direct stil vallen als de gebruiker stopt met trappen. Vervolgens mag het maximaal toegestane nominaal continu vermogen van de hulpmotor hooguit 250 watt zijn en boven de 25 km/h dient de trapondersteuning onderbroken te worden. Vaak resulteert dit in een curve van ondersteuning waarbij deze rond de 20 km/h gaat afbouwen. Hierdoor zal de ondersteuning ongemerkt wegvallen en moet de gebruiker steeds meer eigen kracht gebruiken om snelheid te behouden.
Op 31 juli 2009 is een nieuwe Europese veiligheidsstandaard van kracht geworden, de EPAC - "Electrically Pedal Assisted Cycle" (met normnummer EN 15194). De al geldende regels worden aangevuld met extra regels en deze dienen in de gehele EU uitgevoerd te worden. Een pedelec mag nu maximaal een 48-voltssysteem hebben. Ook moet elke pedelec die in de EU verkocht wordt (dus ook geïmporteerde fietsen uit de rest van de wereld) voldoen aan de EMC-standaard. Zo wordt voorkomen dat een eventueel magnetisch veld van het elektrische systeem verstoringen bij andere elektrische apparatuur kan veroorzaken.

### Nederland
Zie Fiets met trapondersteuning (Nederland).